# Reyers laat
Reyers laat was van 2010 tot 2015 een praatprogramma op Canvas, de tweede zender van de VRT.  Het laatavondprogramma werd uitgezonden van maandag tot donderdag, telkens rond 23 uur. Sinds 2014 had het programma ook een uitzending op vrijdag, in de vorm van een weekoverzicht. Tijdens de vakantieperiodes werd de talkshow niet uitgezonden. Doorheen alle seizoenen was Lieven Van Gils presentator. 
Reyers laat kwam in de plaats van Phara, nadat Phara de Aguirre besloten had een halfjaar loopbaanonderbreking te nemen. Het programma werd voor het eerst uitgezonden op maandag 11 oktober 2010, met Lieven Van Gils en Dirk Abrams als copresentatoren. Twee weken later moest Abrams echter afhaken om gezondheidsproblemen en werd Lieven Van Gils de enige presentator. In het tweede seizoen (2011-2012) werd het programma opnieuw met twee gepresenteerd: Van Gils interviewde de gasten, An Luyten kondigde ze aan. Sinds 6 januari 2014 werd Reyers laat afwisselend gepresenteerd door Lieven Van Gils en Kathleen Cools, die overkwam van Terzake.
In het tweede seizoen kreeg het programma heel wat kritiek en media-aandacht, omdat studiogasten meermaals beschuldigingen mochten uiten zonder weerwoord van de tegenpartij of zonder enig voorafgaand journalistiek onderzoek. Zo beschuldigde Kris Smet oud-presentator Jos Ghysen van ongewenste seksuele intimiteiten en kon Herwig Van Hove de reputatie van het vlees van het Belgisch witblauw in twijfel trekken.
Door de vernieuwing van Canvas in 2015 werd Reyers laat afgevoerd. De laatste aflevering werd uitgezonden op 21 mei 2015. Voor zijn werk in Reyers laat werd Lieven Van Gils in 2013 bekroond met een Vlaamse Televisiester. Reyers laat werd drie keer genomineerd als 'Beste Informatieprogramma'.